# Polizeiruf 110: Gestohlenes Glück
Gestohlenes Glück ist ein deutscher Kriminalfilm von Thomas Jacob aus dem Jahr 1989. Der Fernsehfilm erschien als 128. Folge der Filmreihe Polizeiruf 110.

## Handlung
Der zehnjährige Norbert wächst als Einzelkind auf. Beide Elternteile sind berufstätig und der Vater sitzt selbst zu Hause stets vor dem Computer und arbeitet. Norbert ist oft allein, langweilt sich mit seinen modernen Spielsachen und verbringt fast jeden Tag bei seiner Tante Reni, die drei Kinder hat. Besonders seine Cousine Claudia, die noch ein Baby ist, hat Norbert in sein Herz geschlossen. Als er sich von seinen Eltern ein Geschwisterkind wünscht, wehren beide ab. Sie sind froh, dass Norbert „aus dem Gröbsten raus“ ist. Gleichzeitig verbieten sie ihm, ohne ihre Erlaubnis zu Tante Reni zu gehen, habe sie doch mit ihren drei eigenen Kindern genug zu tun.
Am nächsten Tag soll Norbert einkaufen gehen. Die Eltern haben ihm mit einem Zettel mitgeteilt, dass sie später kommen werden. Norbert langweilt sich und sieht an der Kaufhalle einige Kinderwagen stehen. Die Mütter sind einkaufen. Ein Baby schreit besonders laut und Norbert fährt es ein wenig in der Gegend herum. Er bringt den Wagen zurück, doch lässt sich die Mutter nicht sehen: Frau Gröning muss im Weihnachtsstress eine halbe Stunde anstehen, um ihre Lebensmittel zu bezahlen. Als sie aus dem Laden kommt, ist der Kinderwagen verschwunden. Frau Gröning erleidet einen Zusammenbruch. Die Polizei beginnt sofort mit Fahndungsmaßnahmen. Norbert hört die Lautsprecherdurchsagen in einem Park und gerät in Panik. Er versteckt den Kinderwagen in einer Gartensiedlung. Die Eltern seines Freundes haben dort ein Häuschen, zu dem sich Norbert Zugang verschafft. Er versucht, das Baby zu windeln und stellt ein Wärmegerät neben den Kinderwagen. Als er erkennt, dass das Kind Hunger hat, kauft er eine Flasche mit Sauger, Babynahrung und Milch. Kurz nach der Fütterung hat das Baby die Milch jedoch erbrochen und Norbert ist ratlos. Windeln hat er auch keine mehr und legt das Baby ohne in den Wagen zurück.
Er begibt sich zu Tante Reni. Die Lautsprecherdurchsagen, die auch am Spätabend noch laufen, teilen der Bevölkerung mit, dass das Baby an einer Kuhmilchallergie leidet. Norbert erkundigt sich bei Reni, was man dagegen tun könne, ob fehlende Windeln für ein Kind schlecht seien und ob Erbrechen für das Kind gefährlich sei. Heimlich stiehlt er Reni drei Gläschen Babynahrung aus dem Kühlschrank und begibt sich zurück in die Gartenanlage. Das Kind schreit und Norbert wird wütend. Es gelingt ihm, eines der Gläschen zu erwärmen und dem Baby einige Löffel voll zu füttern. Er legt das Kind schlafen, stellt die Herdplatte und den Heizlüfter an und verlässt nun die Gartenanlage. Am nächsten Morgen will er zurückkommen.
Norberts Eltern haben sich unterdessen Sorgen gemacht, weil ihr Sohn auch nach 20 Uhr noch nicht zu Hause ist. Vater Jürgen geht zur Polizei, nachdem Norbert weder bei seinem Schulfreund, noch bei Reni ist. Norbert begibt sich zwar zu seiner Wohnung, kehrt jedoch um, als er die Polizei vor der Eingangstür sieht. Die Ermittler, Oberleutnant Hübner und Oberleutnant Grawe, haben inzwischen alle in ähnlichen Delikten Vorbestraften befragt, sind jedoch zu keinem Verdacht gekommen. Die Beschreibung von Norbert macht Thomas Grawe stutzig, da solch ein Junge von Zeugen auch am Lebensmittelmarkt gesehen wurde. Von Reni erfahren die Ermittler, dass Norbert kurz da war und sich auffallend für das Baby interessiert habe. Zudem fehlen ihr die drei Babygläschen. Bei Norberts Eltern wird schnell klar, dass Norbert nicht kindgerecht aufgewachsen ist, viel allein war und sich ein Geschwisterkind gewünscht hat. Motive für eine Entführung des Babys gibt es also. Die Eltern von Norberts Schulfreund berichten schließlich von ihrer Gartenlaube, und die Ermittler suchen diese auf. Norbert war unterdessen zur Laube zurückgekehrt und musste erkennen, dass durch den hohen Stromverbrauch von Kochplatte und Heizstrahler beide Sicherungen durchgebrannt sind. Er packt das Baby in eine Tasche und setzt es an der Bushaltestelle aus. Er hofft, dass die Tasche gefunden wird, doch nutzt niemands nachts den Bus. Die Ermittler finden die Gartenlaube verlassen vor. Wenig später erscheint Norbert mit dem Baby bei seinen Eltern. Er bricht in Tränen aus und wird von der Mutter erleichtert in die Arme geschlossen.
Frau Gröning hatte nach ihrem Zusammenbruch vor Verzweiflung einen Selbstmordversuch unternommen und war in eine Klinik eingeliefert worden. Hier fragt sie ständig verzweifelt nach ihrem Kind – auch noch, als ihr Mann es ihr bringt und in ihre Arme legt.

## Produktion
Gestohlenes Glück (Arbeitstitel: Die Entführung) wurde vom 15. März bis 30. April 1988 in Berlin gedreht. Die Kostüme des Films schuf Guido Bednarz, die Filmbauten stammen von Maria Rodewald. Der Film erlebte am 21. Mai 1989 im 1. Programm des Fernsehens der DDR seine Premiere. Die Zuschauerbeteiligung lag bei 30,6 Prozent.
Es war die 128. Folge der Filmreihe Polizeiruf 110. Oberleutnant Jürgen Hübner ermittelte in seinem 56. Fall und Oberleutnant Thomas Grawe in seinem 19. Fall.